# Futanari
Futanari (ふたなり?) è un termine giapponese che letteralmente significa "doppia forma"; questo termine viene usato per riferirsi a materiale pornografico "hentai" i cui protagonisti sono ermafroditi oppure per riferirsi ai protagonisti del genere stesso.

## Storia
È la parola giapponese per indicare l'androginia e l'ermafroditismo. Come in molte altre culture, si manifestarono anche in quella giapponese vari miti riguardanti l'origine dei differenti generi sessuali, e sull'intercambiabilità dei caratteri specifici maschile-femminile; l'interesse per il futanari sembra aver origine nel culto di Dōsojin (simbolo in pietra d'una divinità sessuale), il cui sesso non è mai determinato in modo univoco (ritratto come un fallo nonostante non sia né maschio né femmina), molto simile perciò al culto dello ShivaLinga induista. Era anche diffusa convinzione che alcune persone a seconda delle fasi lunari potessero cambiare il loro sesso fisico; ad esempio il termine Hangetsu (半月 traducibile letteralmente come "metà lunare") era usato per indicare quei "particolari" esseri.
Tra il XII e il XIV sec, verso la fine del periodo Heian erano molto apprezzate le danze shirabyoshi (白拍子?), eseguite da uomini vestiti da donna, specificamente per il divertimento della corte imperiale: le sue radici provengono tuttavia dall'antico Buddhismo, per il quale agli spiriti o demoni non venivano assegnate necessariamente specifiche connotazioni sessuali.

## In anime e manga

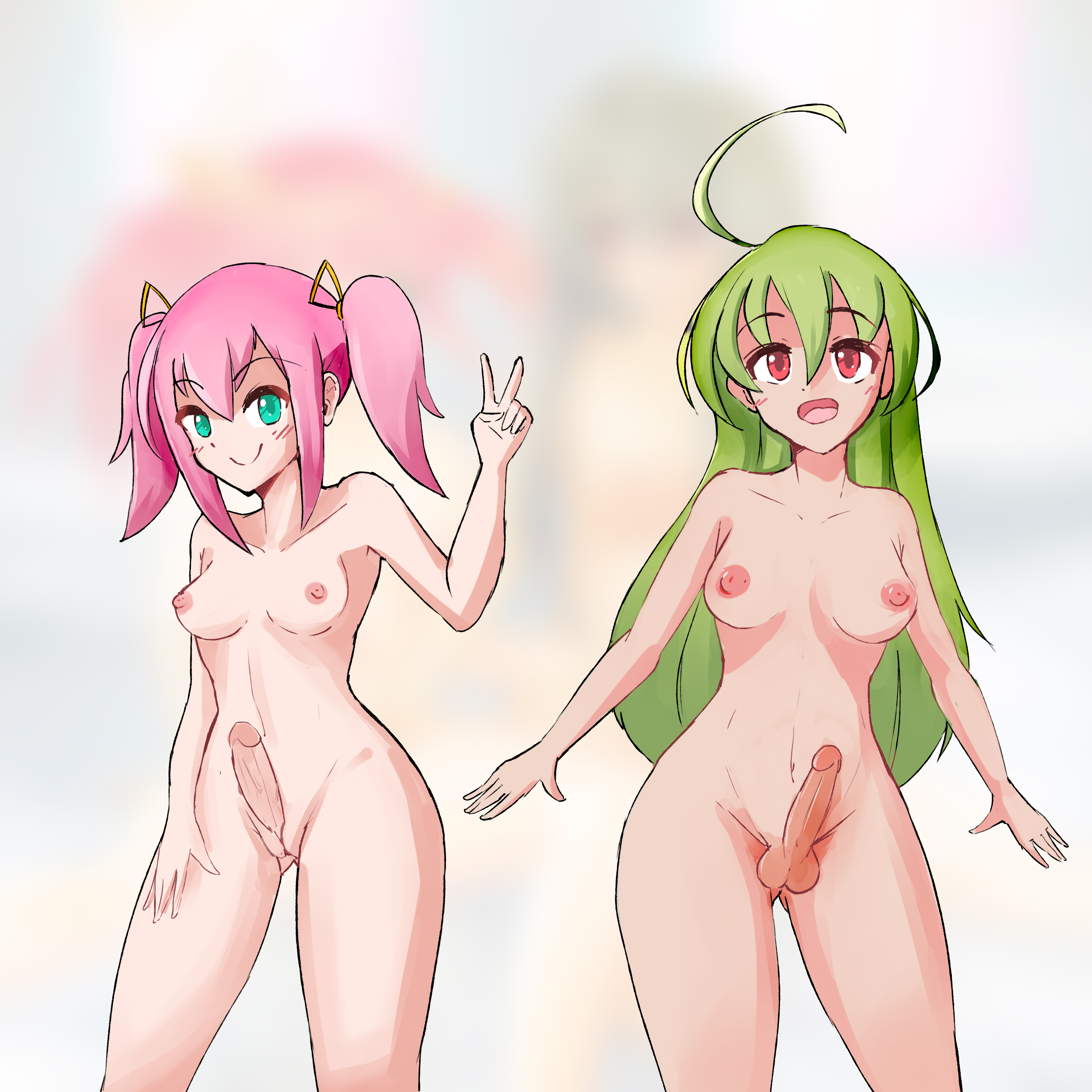
Ragazze futanari

Esiste uno specifico genere futanari all'interno della più ampia tipologia hentai, raffiguranti personaggi coi caratteri ermafroditi. In occidente (particolarmente in paesi anglofoni) ci si può riferire a questo termine anche utilizzando altri termini comuni quali dickgirls (eufemisticamente ragazze con il pene, dick è una forma volgare di pene) o shemales (dove she è il pronome per la terza persona femminile dell'inglese e males significa "maschi") sebbene siano generalmente considerati volgari ed offensivi. Recentemente (in occidente) si è anche iniziato ad utilizzare il termine newhalf per indicare personaggi con corpo femminile e soli genitali maschili, e ad utilizzare 'futanari' per riferirsi specificatamente agli ermafroditi.

## Opere
Dal momento che il futanari è un genere che si rivolge principalmente ad un pubblico adulto ed è fortemente radicato nella pornografia, si trovano molto di rado Futanari che si rivolgono ad un vasto pubblico: ha ottenuto popolarità e risonanza anche fuori dal Giappone solo a seguito della diffusione di Internet. Tuttavia anche prima di questo sviluppo ingente vi erano state alcune opere molto famose, tra queste il manga La Blue Girl coi suoi successivi adattamenti; un altro ben noto al di fuori del Giappone è Bible Black con tutti i suoi seguiti.
Significativamente più comuni, i personaggi futanari si possono ritrovare nei videogiochi eroge o hentai.
Si può pensare che il futanari sia una derivazione dello yuri o dello yaoi, dato che le storie sono più vicine a questi due generi che non alle storie hentai regolari. Secondo altri è una derivazione più mondana dello yōkai, che alle volte rappresenta creature o personaggi mitologici.